# Flavius Longinus
Flavius Longinus, parfois Longin (vers 475-491) est un dignitaire de l'Empire romain d'Orient, frère de l'empereur Zénon et deux fois consul, en 486 et 490.

## Biographie
Longin vient de l'Isaurie, une région de l'Asie Mineure. Son père s'appelle Kodisa et sa mère Lallis ou Lalis. Sa femme se prénomme Valéria et ils ont ensemble une fille, Longina. 
Quand son frère est déposé par Basiliscus et contraint de se réfugier en Isaurie, Longin est capturé par le général Illus et détenu prisonnier pendant une décennie. Si Zénon récupère vite le pouvoir, Illus se sert de Longin comme otage et levier d'influence sur Zénon. En 483, Zénon exige sa libération et Illus se révolte et meurt au cours de celle-ci, permettant à Longin de recouvrer sa liberté. 
Une fois relâché en 485, Longin entame une carrière militaire et devient magister militum praesentalis, avant d'occuper deux fois le consulat. Il mène une campagne contre les Tzanes en Colchide et se montre généreux envers la population de Constantinople, finançant l'embauche de quatre nouveaux danceurs pour les Factions de l'Hippodrome. 
Quand Zénon s'éteint en 491, Longin est pressenti pour lui succéder mais son origine isaurienne l'expose à des discriminations. Aelia Ariadne, la femme de Zénon, préfère se tourner vers Anastase Ier, un autre haut dignitaire de l'Empire. 
Longin ne tarde pas à se révolter depuis l'Isaurie. Cette guerre isaurienne est remportée par Anastase qui le force à devenir moine et à s'exiler en Thébaïde. Il faut néanmoins six ans à Anastase pour réprimer tout mouvement de révolte, avec la mort du dernier général rebelle, Longin de Selinus. 